# Paul Ashley Chase
Paul Ashley Chase, né le 5 février 1878 et mort le 17 avril 1946, était l'un des premiers auditeurs, assistant secrétaire de la corporation et contrôleur pour la Warner Bros. Pictures. Il était auparavant auditeur pour l'Erie Railroad, à New York.